# Timor-Leste administrado pelas Nações Unidas
Timor-Leste administrado pelas Nações Unidas refere-se ao período entre 25 de outubro de 1999 e 20 de maio de 2002, quando Timor-Leste foi administrado pela Administração Transitória das Nações Unidas em Timor-Leste como um protetorado das Nações Unidas.

## Antecedentes
Timor Leste foi colonizado por Portugal em meados do século XVI e administrado como Timor Português. Após a Revolução dos Cravos em Portugal, Timor-Leste declarou unilateralmente a independência como República Democrática de Timor-Leste em 28 de novembro de 1975, mas foi invadida pela Indonésia em 7 de dezembro de 1975. Timor Leste foi ocupado pela Indonésia e administrado como província de Timor Timur. A invasão não foi reconhecida como legal pelas Nações Unidas, que continuaram a considerar Portugal como a potência administradora legal de Timor-Leste. Em 1999, em um referendo patrocinado pela ONU, uma esmagadora maioria dos timorenses votou pela independência da Indonésia. Imediatamente após o referendo, as milícias pró-Indonésia iniciaram uma campanha de terra arrasada, desencadeando a crise timorense de 1999. Uma Força Internacional para Timor Leste foi enviada ao território para pôr fim à violência. A Indonésia rescindiu formalmente sua anexação em 19 de outubro de 1999 e uma administração transitória das Nações Unidas foi posteriormente estabelecida em 25 de outubro de 1999 pela Resolução 1272 do Conselho de Segurança para administrar o território até a independência em 22 de maio de 2002. 

## História administrativa

### Arranjos administrativos iniciais
Um Conselho Consultivo Nacional de quinze membros foi criado em Dezembro de 1999 pelo REG 1999/2 da UNTAET,  e serviu como um fórum para os líderes políticos e comunitários timorenses aconselharem o Administrador Transitório e discutirem questões políticas. O Conselho tinha onze membros timorenses e quatro membros internacionais. Uma Comissão de Serviço Judicial de Transição também foi criada para garantir a representação dos líderes timorenses nas decisões que afetam o judiciário em Timor-Leste. A Comissão era composta por três representantes timorenses e dois peritos internacionais. 

### Primeira administração transitória
Em Julho de 2000, o número de membros do Conselho Consultivo Nacional foi alargado para 36 membros, incluindo um representante de cada um dos 13 distritos de Timor-Leste, e o organismo passou a chamar-se Conselho Nacional.  Todos os membros eram agora timorenses e representavam os principais partidos políticos e comunidades religiosas de Timor-Leste. O Conselho Nacional tornou-se um órgão legislativo e tinha o direito de debater quaisquer regulamentações futuras emitidas pela UNTAET.
Em 15 de Julho de 2000, foi formado um órgão executivo, o Gabinete de Transição, composto por quatro membros timorenses e quatro membros internacionais.  
Houve progresso no desenvolvimento de um sistema judicial com a criação de um Gabinete do Procurador-Geral e de um Serviço de Defensoria. Tribunais Distritais e Tribunais de Apelação também foram criados.
Um processo de registro de eleitores foi concluído durante este período e foram feitos preparativos para eleições para uma Assembleia Constituinte que prepararia Timor Leste para a independência esperada em 2002.

### Segunda administração transitória
As eleições para uma Assembleia Constituinte de 88 membros  foram realizadas em 30 de Agosto de 2001, o segundo aniversário do referendo sobre a autonomia, que resultou numa maioria de assentos para o partido Fretilin. A Assembleia nomeou um Conselho de Ministros de transição  no mês seguinte. O Conselho de Ministros tinha 24 membros e era liderado pelo Primeiro-Ministro de transição Mari Alkatiri.
A Assembleia Constituinte concluiu o trabalho sobre um projecto de constituição que foi promulgado em Março de 2002,  a Assembleia serviria como parlamento de Timor-Leste após a independência.
Eleições presidenciais foram realizadas em abril, nas quais Xanana Gusmão foi eleito presidente de um futuro Timor Leste independente. Timor Leste tornou-se um estado independente em 20 de maio de 2002.

### Titulares de cargos

#### Administrador transitório
Sérgio Vieira de Mello atuou como Representante Especial do Secretário-Geral para Timor-Leste (Administrador Transitório) durante o período em que Timor-Leste foi administrado pelas Nações Unidas.
| N°. | Retrato | Nome (Nascimento–Morte)            | Mandato                | Mandato                | Mandato          |
| N°. | Retrato | Nome (Nascimento–Morte)            | Início                 | Fim                    | Tempo no cargo   |
| --- | ------- | ---------------------------------- | ---------------------- | ---------------------- | ---------------- |
| -   |         | Ian Martin (1946–)                 | 25 de outubro de 1999  | 19 de novembro de 1999 | 25 dias          |
| 1   |         | Sérgio Vieira de Mello (1948–2003) | 19 de novembro de 1999 | 20 de maio de 2002     | 2 anos, 182 dias |

#### Ministro-Chefe
Mari Alkatiri serviu como Ministro-Chefe de Timor-Leste entre setembro de 2001 e maio de 2002.
| N°. | Retrato | Nome (Nascimento–Morte) | Eleição | Mandato                | Mandato            | Mandato        | Partido  |
| N°. | Retrato | Nome (Nascimento–Morte) | Eleição | Início                 | Fim                | Tempo no cargo | Partido  |
| --- | ------- | ----------------------- | ------- | ---------------------- | ------------------ | -------------- | -------- |
| 1   |         | Mari Alkatiri (1949–)   | 2001    | 20 de setembro de 2001 | 20 de maio de 2002 | 212 dias       | Fretilin |

#### Eleições
As seguintes eleições foram realizadas durante a administração das Nações Unidas:
- Eleições parlamentares timorenses de 2001
- Eleições presidenciais timorenses de 2002

## Governo
Durante o período de administração das Nações Unidas, Timor-Leste foi dividido em treze municípios: 
1. Lautém
2. Baucau
3. Viqueque
4. Manatuto
5. Dili
6. Aileu
7. Manufahi
8. Liquiçá
9. Ermera
10. Ainaro
11. Bobonaro
12. Cova Lima
13. Oe-Cusse Ambeno

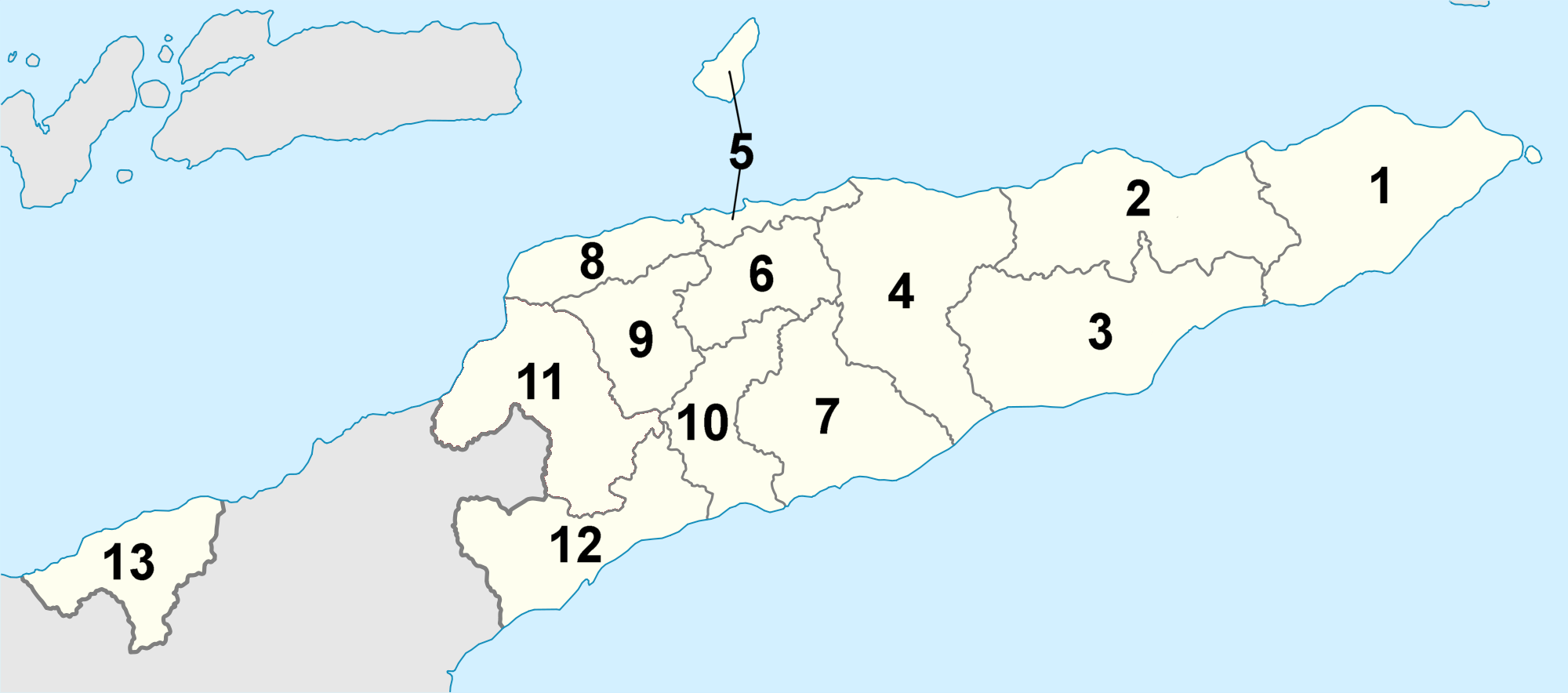
Mapa dos distritos de Timor Leste.

Cada distrito era chefiado por um Administrador Distrital nomeado pela UNTAET, apoiado por Conselhos Consultivos Distritais com representação de partidos políticos, da Igreja Católica, de grupos de mulheres e de jovens. 

## Segurança e aplicação da lei
A segurança foi inicialmente fornecida pela Força Internacional para Timor-Leste (INTERFET), mas foi assumida pela Força de Manutenção da Paz (PKF) da UNTAET em fevereiro de 2000. A formação de uma Força de Defesa de Timor-Leste foi aprovada em Setembro de 2000 e foi formalmente estabelecida em Fevereiro de 2001.  Ao mesmo tempo, o movimento guerrilheiro pró-independência FALINTIL foi oficialmente dissolvido, com muitos de seus membros se juntando à nova força de defesa.

Inicialmente, a lei e a ordem em Timor-Leste eram mantidas por uma Força Policial Civil Internacional das Nações Unidas (CIVPOL). O recrutamento e a formação de uma força policial local foram iniciados pela UNTAET em Abril de 2000  e um Serviço de Polícia de Timor-Leste foi criado em Agosto de 2001.  Prisões foram criadas em Díli, Becora e Gleno. Uma Unidade de Crimes Graves e um Destacamento de Cena de Crime também existiam para investigar abusos de direitos humanos durante o período de ocupação indonésia e seus efeitos imediatos.

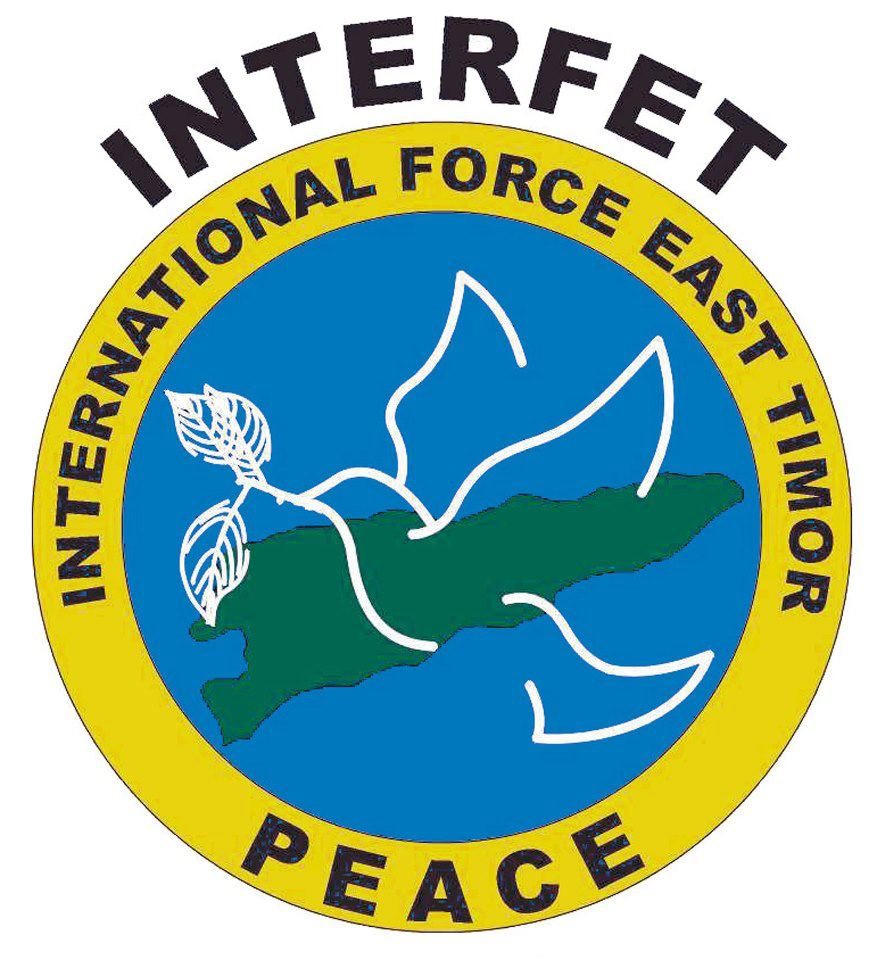
Emblema da INTERFET
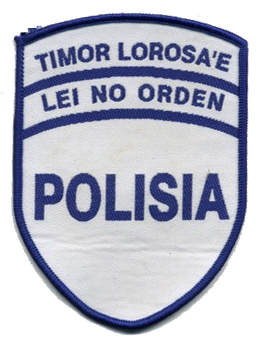
Emblema do Serviço de Polícia de Timor Leste 2001-2002

## Relações internacionais

### Escritórios de Ligação
Os seguintes países abriram escritórios de ligação em Timor-Leste durante o período de administração das Nações Unidas: 
- Austrália
- China
- Indonésia
- Japão
- Portugal
- Reino Unido
- Estados Unidos

### Esporte
Quatro atletas timorenses participaram nos Jogos Olímpicos de Verão de 2000 e dois atletas participaram nos Jogos Paraolímpicos de Verão de 2000 em Sydney. 

## Mídia e comunicações

### Informação pública da UNTAET
A administração interina liderada pela ONU manteve uma estação de rádio FM local, a "Rádio UNTAET", uma estação de televisão, a "TV UNTAET", e publicou um boletim quinzenal conhecido como "Tais Timor" em inglês, português, tétum e indonésio. 

### Serviços postais
A administração transitória das Nações Unidas estabeleceu um Serviço Postal de Timor-Leste em abril de 2000, com estações de correios abrindo em Díli, Baucau e no Aeroporto de Comoro. Dois selos postais com a inscrição Timor Lorosae / UNTAET foram emitidos pela primeira vez em 29 de abril de 2000, em vermelho para correio nacional e azul para correio internacional.   

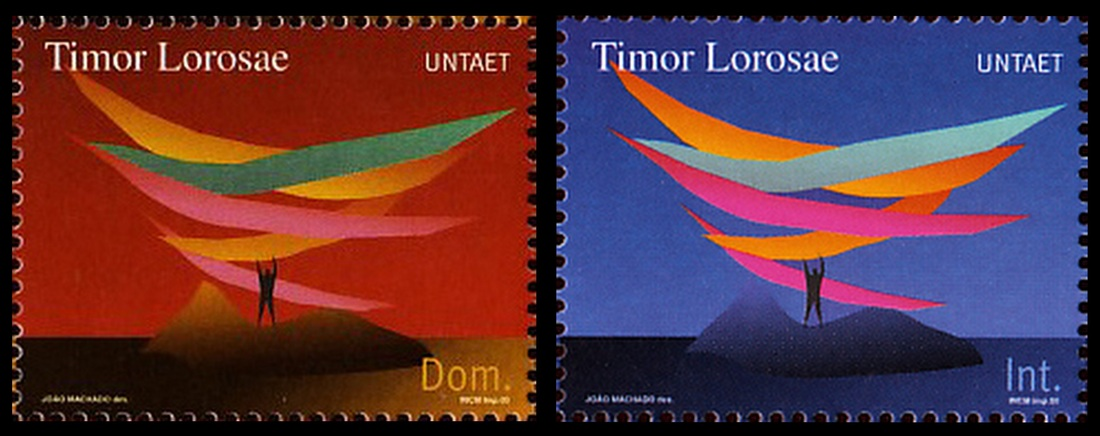
Selos postais nacionais e internacionais da UNTAET Timor Leste
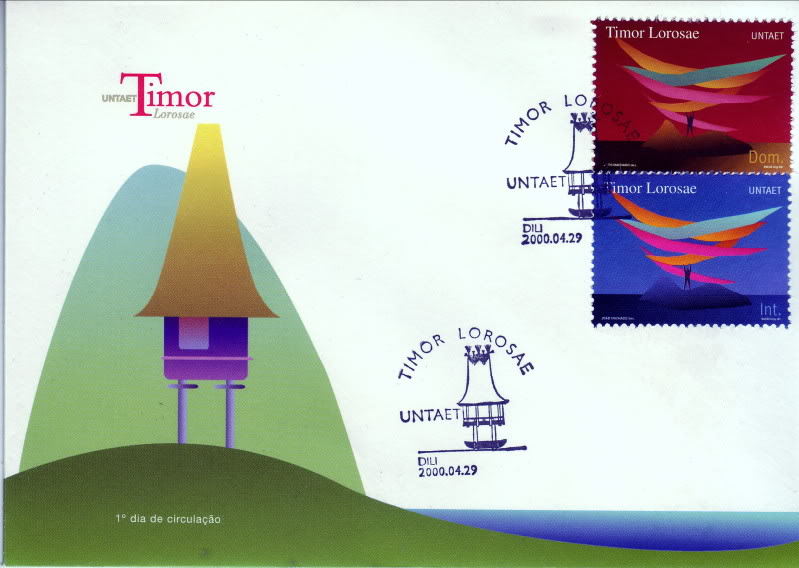
Capa do primeiro dia da UNTAET em Timor-Leste, 29 de Abril de 2000

### Telecomunicações
O Timor Português utilizou o código de marcação internacional +672 até 1975.  Durante a ocupação indonésia, o código de país indonésio +62 foi usado. O código +672 foi posteriormente reatribuído aos Territórios Externos Australianos. Inicialmente, após o fim da ocupação indonésia, o código +672 9 foi usado após um acordo com o Governo da Austrália e a operadora de telecomunicações Telstra.  Mais tarde, Timor-Leste recebeu o código +670.